# Aéroport de Moosomin
L'aéroport de Moosomin, également appelé l'aéroport Marshall McLeod, est situé à 3,7 km au nord-est de Moosomin dans la municipalité rurale de Moosomin No 121 (en) en Saskatchewan au Canada.